# Plectranthias morgansi
Plectranthias morgansi, tên thông thường là Flagfin, là một loài cá biển thuộc chi Plectranthias trong họ Cá mú. Loài này được mô tả lần đầu tiên vào năm 1961.

## Phân bố và môi trường sống
P. morgansi có phạm vi phân bố ở Tây Ấn Độ Dương. Loài cá này ban đầu được mô tả dựa trên các mẫu vật thu thập tại Kenya vào năm 1961 và 1973, và sau đó là trên 3 mẫu vật được ghi nhận ở Nam Phi vào năm 1980. Độ sâu thu thập các mẫu vật nằm trong khoảng 80 – 267 m.

## Mô tả
Chiều dài cơ thể lờn nhất được ghi nhận ở P. morgansi có kích thước khoảng 5 cm.
Số gai ở vây lưng: 10 (gai thứ 3 dài nhất); Số tia vây mềm ở vây lưng: 13 - 15; Số gai ở vây hậu môn: 3; Số tia vây mềm ở vây hậu môn: 7; Số tia vây mềm ở vây ngực: 13 - 14; Số tia vây mềm ở vây đuôi: 13 - 14; Số vảy đường bên: 28 - 31.